# Juan María Bordaberry
Juan María Bordaberry Arocena (Montevidéu, 17 de Junho de 1928 - Montevidéu, 17 de Julho de 2011) foi um proprietário rural e o presidente do Uruguai entre 1972 e 1976. Até junho de 1973 governou como presidente constitucional e, de 27 de junho daquele ano até o fim de seu mandato, como ditador.

## Família
Filho do político Domingo Bordaberry e de Elisa Arocena.
Casado com Josefina Herrán, tiveram nove filhos: María, Juan, Martín, Pedro, Santiago, Pablo, Javier, Andrés e Ana.
Seu filho Pedro Bordaberry seguiu a vida política inclusive se candidatando à presidência do Uruguai em 2014 pelo Conservador Partido Colorado.

## Ditadura
Chegou à presidência pelo voto. Em 27 de junho de 1973, Bordaberry dissolveu o parlamento e suspendeu a constituição, bem como os partidos políticos, associações e liberdades civis. Era uma figura decorativa nas mãos das forças armadas e seu regime se auto-declarava como cívico-militar.
Compareceu à posse de Ernesto Geisel na presidência do Brasil em 1974. Tratou na ocasião só de assuntos leves: um projeto de hidrelétrica em Jaguarão e exportação de carnes.
As tensões com os militares aumentaram com o passar do tempo. Líderes militares suspenderam seu mandato em 1976, substituindo-o por Alberto Demicheli, supostamente menos resistente às suas ordens.
Bordaberry retornou a seu rancho após sua destituição. Ele não retornou à atenção pública até 2006, quando o Presidente Tabaré Vázquez iniciou investigações sobre abusos de direitos humanos ocorridos durante o governo de Bordaberry. 
Em 2010, Juan Bordaberry foi condenado a 30 anos de prisão por violação da constituição e por ter participado do golpe. Foi julgado culpado de 14 assassinatos e desaparecimentos relacionados com a ditadura. Cumpriu três meses na prisão e foi transferido para a casa de um de seus filhos, em Montevidéu, por razões de saúde, onde ficou até falecer em 2011.